# Ньюлендс, Фрэнсис
Фрэнсис Гриффит Ньюлендс — американский политик, представлявший штат Невада в обеих палатах Конгресса США.

## Биография
Фрэнсис Ньюлендс родился в семье Джеймса Берни Ньюлендса и Джесси Барленд. Его предки иммигрировали в Соединённые Штаты из Шотландии. Он вырос в Миссисипи, но позже переехал со своими родителями в Куинси, штат Иллинойс. После ранней смерти отца он переехал со своей матерью в Вашингтон, округ Колумбия, где сначала посещал Йельский колледж и окончил юридический факультет Колумбийского колледжа, ныне Университет Джорджа Вашингтона. В 1869 году Ньюлендс был принят в адвокаты. Год спустя, в 1870 году, он переехал в Сан-Франциско, штат Калифорния, где прожил около 18 лет.
Здесь Ньюлендс встретил Уильяма Шарона, одного из первооткрывателей крупных месторождений серебра в Вирджинии (штат Невада). В ноябре 1874 года Ньюлендс женился на дочери Шарона Кларе Аделаиде. В ноябре 1880 года у них появился единственный ребёнок, дочь Фрэнсис. В 1888 году Ньюлендс последовал за своим тестем в Неваду, где он также работал адвокатом.
В 1892 году Ньюлендс, который был членом Демократической партии, успешно баллотировался на место в Палате представителей Соединённых Штатов. Он вступил в должность 4 марта 1893 года и смог сохранить его до 3 марта 1903 года путём четырёх перевыборов. В своей так называемой резолюции Ньюлендса, которую он написал в 1898 году, он предложил аннексию Гавайев и создание территории Гавайев.
В 1902 году он баллотировался на место в сенате США. 4 марта 1903 года он вошёл во вторую палату парламента. Таким образом, Ньюлендс стал сенатором, как и его свёкор Уильям Шарон, который был избран в Конгресс с 1875 по 1881 год. В 1913 году Ньюлендс был избран председателем комитета Сената по торговле, науке и транспорту. Также следует отметить комиссию по расследованию гибели «Титаника», которая собралась в Нью-Йорке весной 1912 года, работой которой руководили Ньюлендс с сенаторами Уильямом Олденом Смитом (Мичиган) и Исидором Рейнером (Мэриленд). В этой комиссии по расследованию были проанализированы как причины, так и хронология гибели «Титаника».
Фрэнсис Ньюлендс умер в возрасте 71 года во время своего третьего срока в качестве сенатора США.